# Tinkerbell – Ein Sommer voller Abenteuer
Tinker Bell – Ein Sommer voller Abenteuer ist ein computeranimierter Direct-to-DVD-Film aus dem Jahr 2010, der von den DisneyToon Studios hauptsächlich in Indien produziert wurde. Der Film ist nach Tinkerbell – Die Suche nach dem verlorenen Schatz die zweite Fortsetzung des 2008 veröffentlichten Filmes Tinker Bell und basiert ebenso wie die vorangegangenen Filme auf den Charakteren des Kinderbuches Peter Pan von J. M. Barrie.

## Inhalt
Bei einem Ausflug auf das Festland, trifft die Fee Tinker Bell erstmals auf einen Menschen. Während die kleine Fee von dem Mädchen namens Lizzy festgehalten wird, machen sich ihre Freundinnen zu einer abenteuerlichen Rettungsmission auf, doch Tinker Bell freundet sich schnell mit dem vernachlässigten Mädchen an.

## Synchronisation
Die deutschsprachige Synchronisation entstand bei der FFS Film- & Fernseh-Synchron, München nach dem Dialogbuch von Marina Köhler, die auch Dialogregie führte.
| Rolle            | Englischer Sprecher | Deutscher Sprecher   |
| ---------------- | ------------------- | -------------------- |
| Tinker Bell      | Mae Whitman         | Gabrielle Pietermann |
| Terence          | Jesse McCartney     | Benedikt Weber       |
| Silberhauch      | Lucy Liu            | Maren Rainer         |
| Klara (Iridessa) | Raven-Symoné        | Stephanie Kellner    |
| Rosetta          | Kristin Chenoweth   | Sabine Bohlmann      |
| Emily (Fawn)     | Angela Bartys       | Shandra Schadt       |
| Bobble           | Rob Paulsen         | Mathias Rehrl        |
| Clank            | Jeff Bennett        | Mark Kuhn            |
| Dr. Griffiths    | Michael Sheen       | Christian Weygand    |
| Lizzy            | Lauren Mote         | Valerie Ceraolo      |
| Vidia            | Pamela Adlon        | Elisabeth von Koch   |
| Erzählerin       | Cara Dillon         | Marina Köhler        |
| Mrs. Perkins     | Faith Prince        |                      |